# Liste der Biografien/De W
Liste der Biografien |
Portal Biografien |
W Personensuche
# |
A |
B |
C |
D |
E |
F |
G |
H |
I |
J |
K |
L |
M |
N |
O |
P |
Q |
R |
S |
T |
U |
V |
W |
X |
Y |
Z |
?
 
Da |
Db |
Dc |
Dd |
De |
Dg |
Dh |
Di |
Dj |
Dk |
Dl |
Dm |
Dn |
Do |
Dq |
Dr |
Ds |
Du |
Dv |
Dw |
Dy |
Dz
 
De A |
De B |
De C |
De D |
De E |
De F |
De G |
De H |
De J |
De K |
De L |
De M |
De N |
De P |
De Q |
De R |
De S |
De T |
De V |
De W |
De Y |
De Z 

Dea |
Deb |
Dec |
Ded |
Dee |
Def |
Deg |
Deh |
Dei |
Dej |
Dek |
Del |
Dem |
Den |
Deo |
Dep |
Deq |
Der |
Des |
Det |
Deu |
Dev |
Dew |
Dex |
Dey |
Dez
Die Liste der Biografien führt alle Personen auf, die in der deutschsprachigen Wikipedia einen Artikel haben. Dieses ist eine Teilliste mit 58 Einträgen von Personen, deren Namen mit den Buchstaben „De W“ beginnt.

## De W

### De Wa
- De Waal, Kit (* 1960), britisch-irische Sozialarbeiterin und Schriftstellerin
- De Waal, Thomas (* 1966), englischer Journalist und politischer Autor
- De Waard, Steven (* 1991), australischer Tennisspieler
- De Waele, Bert (* 1975), belgischer Radrennfahrer
- De Waele, Ellen (* 1973), belgische Filmproduzentin
- De Waele, Maurice (1896–1952), belgischer Radrennfahrer
- De Wagheneire, François (1937–2015), belgischer Radrennfahrer
- De Waha, Raymond (1877–1942), luxemburgischer Politiker
- De Walderstein, Nerina (1925–2011), italienische Widerstandskämpferin gegen den Nationalsozialismus
- De War, Kostio (1896–1986), französische Schauspielerin und Modeschöpferin, Gründerin des Modehauses Kostio de War

### De We
- De Weert, Anna (1867–1950), belgische Malerin
- De Weert, Kevin (* 1982), belgischer Radrennfahrer
- De Weldon, Felix (1907–2003), austroamerikanischer Bildhauer
- De Wette, Alphonse (* 1902), belgischer Ruderer
- De Wever Van der Heyden, Anuna (* 2001), belgische Klimaaktivistin
- De Wever, Bart (* 1970), belgischer PolitikerBart De Wever (* 1970)

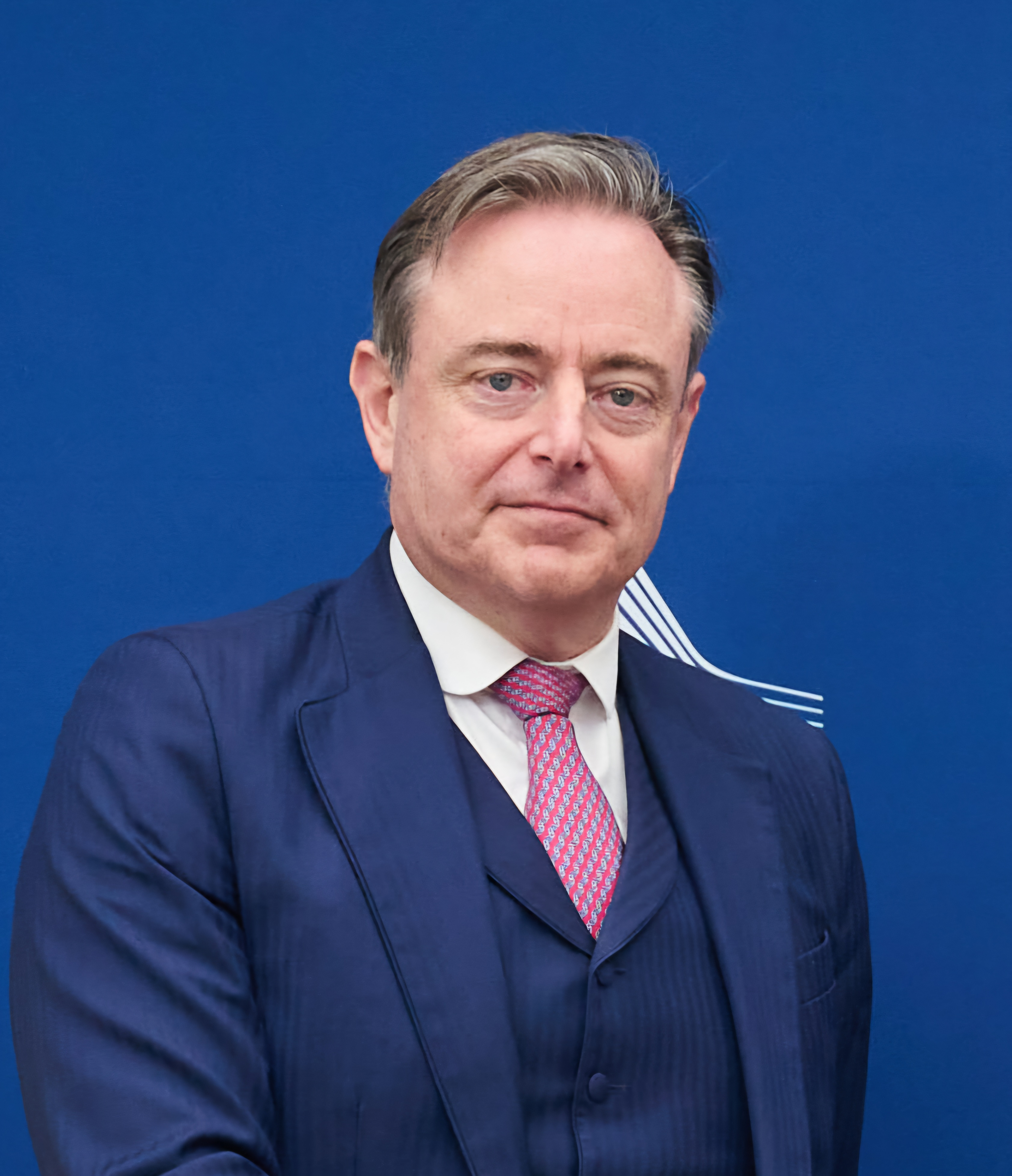
Bart De Wever (* 1970)

### De Wi
- De Wilde, Brandon (1942–1972), US-amerikanischer Schauspieler
- De Wilde, Etienne (* 1958), belgischer Radrennfahrer
- De Wilde, Filip (* 1964), belgischer Fußballtorhüter und Torwarttrainer
- De Wilde, François-Odon (1908–1976), belgischer Ordensgeistlicher, römisch-katholischer Bischof von Isiro-Niangara
- De Wilde, Julie (* 2002), belgische Radrennfahrerin
- De Wilde, Sjef (* 1981), belgischer Radrennfahrer
- De Wildeman, Émile Auguste Joseph (1866–1947), belgischer Botaniker
- De Winne, Frank (* 1961), belgischer RaumfahrerFrank De Winne (* 1961)

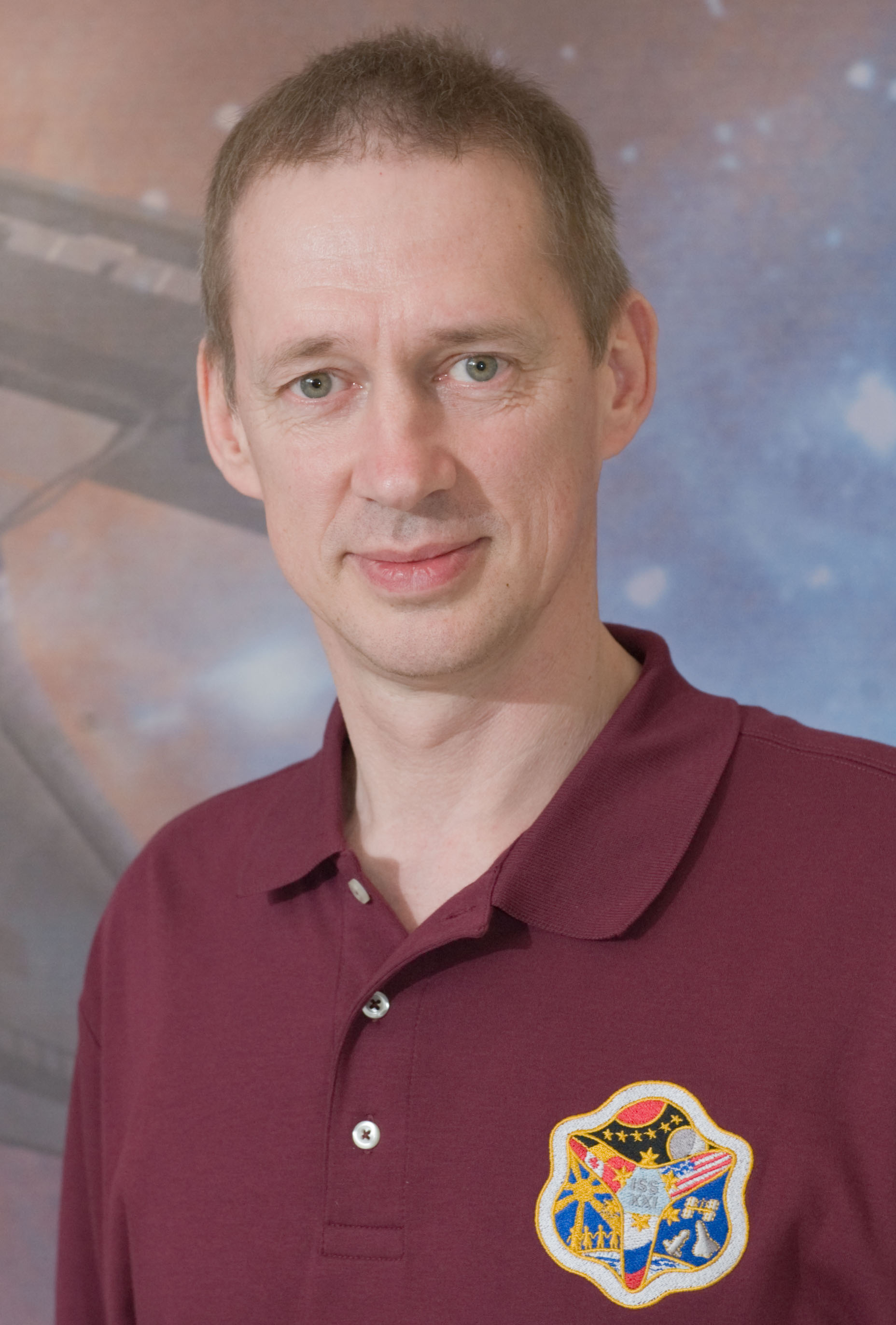
Frank De Winne (* 1961)

- De Winne, Jan (* 1962), belgischer Flötist und Flötenbauer
- De Wint, Peter (1784–1849), englischer Landschaftsmaler
- De Winter, Koni (* 2002), belgischer Fußballspieler
- De Winton, Francis (1835–1901), britischer Soldat und Kolonialadministrator
- De Winton, William Edward († 1922), britischer Zoologe und Tiersammler
- De Wit, Jos (* 1939), belgischer Radrennfahrer
- de With, Gerard Frederikszoon, Gouverneur von Niederländisch-Formosa
- De Witt, Alexander (1798–1879), US-amerikanischer Politiker
- De Witt, Charles G. (1789–1839), US-amerikanischer Jurist und Politiker
- De Witt, David M. (1837–1912), US-amerikanischer Jurist und Politiker
- De Witt, Francis B. (1849–1929), US-amerikanischer Politiker
- De Witt, Jacob H. (1784–1867), US-amerikanischer Politiker
- De Witt, Simeon (1756–1834), US-amerikanischer Kartograph
- De Witte, Adrien (1850–1935), belgischer Maler, Zeichner und Radierer
- De Witte, André (1944–2021), belgischer Geistlicher und römisch-katholischer Bischof von Ruy Barbosa
- De Witte, Gaston-François (1897–1980), belgischer Herpetologe
- De Witte, Ronny (* 1946), belgischer Radrennfahrer

### De Wo
- De Wolf, Alfons (* 1956), belgischer Radrennfahrer
- De Wolf, André (* 1952), belgischer Radrennfahrer
- De Wolf, Dirk (* 1961), belgischer Radsportler
- De Wolf, Henri (1936–2023), belgischer Radrennfahrer
- De Wolf, James (1764–1837), US-amerikanischer Politiker
- De Wolf, Karel (1952–2011), belgischer Komponist, Dirigent und Musiker
- De Wolf, Maurice (1896–1971), belgischer Radrennfahrer
- De Wolf, Michel (* 1958), belgischer Fußballspieler und -trainer
- De Wolf, Nazaire (1917–1983), belgischer Komponist und Bandleader
- De Wolf, Ortwin (* 1997), belgischer Fußballspieler
- De Wolfe, Billy (1907–1974), US-amerikanischer Schauspieler
- De Wolfe, Elsie (1865–1950), US-amerikanische InnenarchitektinElsie de Wolfe (1865–1950)

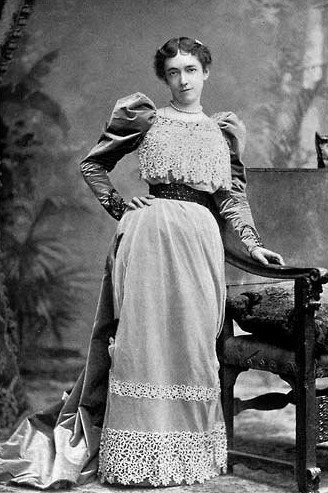
Elsie de Wolfe (1865–1950)

- De Wolfe, Roland (* 1979), britischer Pokerspieler
- De Wolff, Francis (1913–1984), britischer Schauspieler

### De Wu
- De Wulf, Frank (* 1968), belgischer DJ, Musiker und Labelbetreiber
- De Wulf, Roger (1929–2016), belgischer Politiker

### De Wy
- De Wykerslooth De Rooyesteyn, Jacques (1896–1988), belgischer Moderner Fünfkampfer